# Tasiocera paulula
Tasiocera paulula là một loài ruồi trong họ Limoniidae. Chúng phân bố ở miền Australasia.